# Educació al País Valencià
L'educació al País Valencià ha patit una sèrie de canvis.

## Història
El 1933 l'Ermita de Sant Pau d'Albocàsser va ser on va aparèixer l'ensenyament del valencià. A l'estiu es reuniren "quatre destacats mestres com Carles Salvador, Enric Soler i Godes, Antoni Porcar i Candel i Francesc Boix Senmartí; 24 estudiants d'entre 8 i 13 anys, tots nens".
La resolució d'octubre de 1997 de les Corts Valencianes derogà el decret que establia que les universitats revisaren els textos escolars. Malgrat la tendència de secessionisme lingüístic institucional, la Conselleria de Cultura i Educació va mantindre a les aules el registre normatiu de Pompeu Fabra.
La promulgació de la Llei 4/1983, de 23 de novembre (Llei d'Ús i Ensenyament del Valencià) dotà d'un marc legal en el qual es despenalitzà i s'universalitzà l'ensenyament del valencià en l'àmbit educatiu. Aquesta llei preveia que es complira la obligatorietat del valencià en tots els nivells educatius perseguint un bilingüisme efectiu. Estableix tres tipus de programes educatiu amb relació a la llengua emprada: Programa d'Ensenyament en Valencià (PEV), Programa d'Immersió Lingüística (PIL) i el Programa d'Incorporació Progressiva (PIP).
El febrer de 2012 hi hagué el moviment estudiantil de protesta contra les retallades i impagaments respecte l'educació pública valenciana Primavera Valenciana.

### Fi del govern del Partit Popular de la Comunitat Valenciana
Després de vint anys de govern del Partit Popular de la Comunitat Valenciana, la situació en el moment del canvi de govern es caracteritzà per: la desaparició de 834 aules menys d'educació pública, l'aparició de 95 més de les concertades i 163 centres educatius de primària i secundària en mòduls provisionals, els quals impliquen una mala climatització. El deteriorament de l'educació pública suposà un impuls per a l'educació que seguia el model concertat.
El decret-llei del plurilingüisme fou "anul·lat parcialment pel Tribunal Superior de Justícia de la Comunitat Valenciana després d'un recurs del sindicat CSI-F".
El febrer de 2018 es va aprovar una llei de plurilingüisme que establia "un mínim d'un 25% d'hores lectives en castellà i valencià, i entre el 15% i el 25% d'anglès", amb els vots a favor de PSPV-PSOE, Compromís i Podem i els vots en contra de Ciutadans i el Partit Popular de la Comunitat Valenciana. A més, derogà el decret-llei de plurilingüisme anterior.